# Casa de Moncada
La Casa de Moncada es un linaje aristrocrático español.

## Orígenes
Fue inaugurado por Guillem I de Muntanyola o de Vacarisas (¿-1040), hijo de Sunifredo, vizconde de Gerona, quien recibió como feudo el castillo de Moncada, en Moncada y Reixach, Barcelona, hacia el final de su vida, y se convirtió en el primer señor del castillo de Moncada con el nombre de Guillermo Ramón I. Su esposa fue Adelaida de Claramunt (c.1000-1063), entroncando entonces con el linaje y la casa de Claramunt y su primer hijo, Ramón I de Moncada, II Señor del castillo de Moncada (c.1025-1080), fue el primer miembro de la familia que ostentó el cargo de senescal de Cataluña. Su segundo hijo, Bernat, fue ardiaca de Barcelona. El tercero, Renard de Sarroca, fue señor del castillo de la Roca del Vallés y dio lugar a la familia de La Roca o Sarroca.
Uno de los nietos de Ramón I de Moncada, Guillén Ramón de Moncada (¿-1173), conocido como Gran Senescal o Dapifer, uno de los Nueve Barones de la Fama, fue uno de los personajes más influyentes de la corte del conde de Barcelona. Fue senescal de Ramón Berenguer III el Grande, Ramón Berenguer IV el Santo y Alfonso II de Aragón el Casto. Durante el gobierno de Ramón Berenguer IV negoció su boda con Petronila, hija de Ramiro II de Aragón, uniendo el reino de Aragón con el condado de Barcelona. Estuvo en las campañas militares de Tortosa, Lérida y Fraga. Se casó con su prima Beatriz de Moncada, nieta también de Ramón I de Moncada y tuvo dos hijos que dieron lugar a diferentes ramas de la familia; el primero, Guillermo de Moncada, heredó el vizcondado de Bearne, que en 1309 pasó a la familia Foix-Castellbò; el segundo, Ramón de Moncada el Viejo, IV senescal, abrió la línea de los señores de Tortosa, más tarde de Fraga. El primer hijo de este, Ramón de Moncada el Joven, murió luchando junto a Jaime I, en Portopí, Mallorca, durante la conquista de la isla; el segundo Guillem Ramón, V senescal, casó con Constanza, hija de Pedro II el Católico (1196-1213) e inauguró la baronía de Aitona y su primo Guglielmo Raimondo I Moncada que inauguró la línea de Sicilia llegando con las vísperas sicilianas.
Poco a poco, mediante matrimonios, los Moncada se fueron extendiendo por toda España y parte de Europa, entroncando con los linajes de Aragón, Cardona, Bearne, Ayerbe, Cervera, Luna, Anglesola, Cornell, Aitona, Albalat, Abarca, Queralt, Vilaragut, Urgel, Entença, Illa Jordà, Pinós, Lloria, Seros, Vilamarxant, Ribelles, Lioro, Tolsà, Caltanissetta, Vallgornera, Ventimiglia, Fenollar, Sarrià, etc.

## Heráldica
Sus armas como señores del castillo de Moncada eran, en campo de gules ocho bezantes de oro puestos en dos palos, mientras que los marqueses de Aytona tenían el escudo cuartelado con el 1.º y 4.º en campo de sable un león rampante de oro coronado de lo mismo, armado y lampasado de gules, siendo el del primero contornado, 2.º y 3.º losanjados en banda de plata y azur. Sobre todo un escusón de gules cargando ocho bezantes de oro, partido en palo de oro con cuatro barras de gules.

## Marquesado de Aitona
Guillem Ramon II de Moncada († 1228), hijo de Raimondo, un senescal de Cataluña, se casó con Constanza de Aragón, la hija natural del rey Pedro II El Católico, de quien recibió como regalo el señorío sobre los castillos y ciudades de Aitona, Mequinenza, Albalate de Cinca, Seròs y Soses.
De la unión nacieron tres hijos, y de estos, Pedro († 1267 ca.), barón de Aitona y senescal de Barcelona, en 1237 participó en la batalla victoriosa contra los ocupantes islámicos que condujeron a la conquista de Valencia y el nacimiento del homónimo. El rey Jaime I de Aragón le dio un castillo ubicado en el área que pasó a llamarse Montcada, de donde se originó la ciudad moderna. Casado con la noble aragonesa Sibilla de Abarca en 1240, nacieron seis hijos de la unión, incluido Pedro († 1300), II barón de Aitona y Senescal de Barcelona, que participó en la Cruzada aragonesa (1283-1285 ) en apoyo de Pedro III de Aragón. Era el padre de Elisenda, consorte del rey Jaime II de Aragón. [18] Otro Pedro († 1282), hijo de Ramón de Moncada, señor de Tortosa, fue maestre de los Caballeros de la Orden Templaria en Aragón y Cataluña desde 1279 [19], y murió en la batalla durante el asedio de Trípoli en 1282.
De los barones de Aitona derivaron otras ramas, como la de los barones de Llagostera, comenzada por Odón I de Moncada († 1341), III barón de Aitona, hijo de Pedro II, quien con su esposa Jofredina de Lloria generó una fuerte descendiente. El hijo Pedro († 1352), fue el padre de Roger († 1419), gobernador de Cerdeña en 1398. Otra rama fue la de los barones de Chiva, iniciada por Juan de Moncada († 1461), hijo de Odón III († 1413), VII barón de Aitona, padre de tres hijos, de los cuales Pedro († 1510), XI barón de Aitona, quien fue padre de Hugo de Moncada († 1528), caballero gerosolomitano, que fue Virrey de Sicilia (1509-1516 ) y virrey de Nápoles (1527-1528).

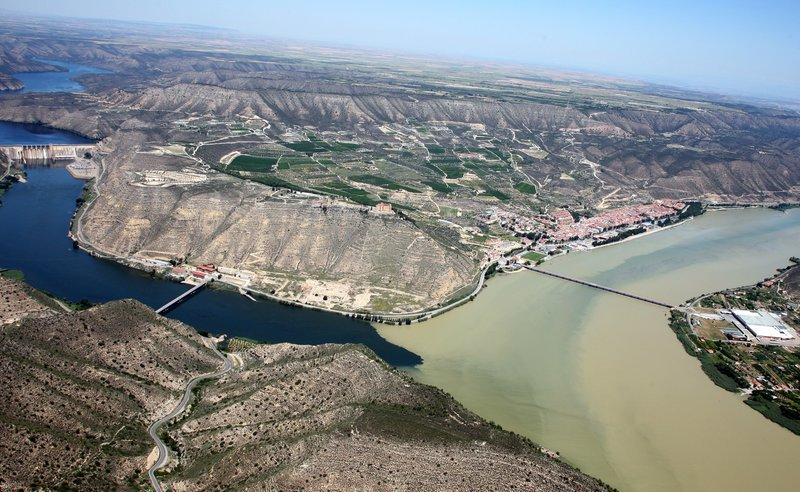
Vista aérea del Castillo de Mequinenza (Aragón) edificado por los Moncada.

En 1492, con la expulsión final de los ocupantes musulmanes de la península ibérica después de más de 750 años de batallas luchadas por la Reconquista, se llevó a cabo la unificación de las coronas de Aragón y Castilla, y los Moncada continuaron en la tradicional lealtad a la familia real aragonesa, con la que tuvieron también lazos familiares. También desempeñaron un papel político prominente que surgió después de que el trono de los Habsburgo se estableciera por sucesión a Trastámara-Aragón.
En 1523, Juan de Moncada y de Tolça († 1560), recibió una investidura del rey Carlos I de España para coronarlo como I Conde de Aitona, Mequinenza, Serós y Soses, señor de Ballobar, Palma, Ador y Beniarche, como recompensa por sus numerosos servicios a la Corona. Hijo de este, Francisco de Moncada y Cardona (1556-1594), sería conde de Aitona y de Mequinenza, gran senescal del Reino de Aragón y virrey de Cataluña, siendo el 1 de octubre de 1581 investido por el rey Felipe II de España con el título de marqués I de Aitona. Su sobrino, Francisco de Moncada y Moncada (1586-1635), sería III marqués de Aitona, diplomático, soldado y escritor, y gobernador de los Países Bajos españoles.
El título de los Moncada de España, a través de la línea masculina directa de Guillén Ramón de Moncada y Portocarrero (1671-1727), VI marqués de Aitona, fluyó a la casa de los duques de Medinaceli, ya que la única hija de este María Teresa se casó con Luis Antonio Fernández de Córdoba y Spínola, duque de Medinaceli.

## Marquesado de Jaral de Berrio en Nueva España

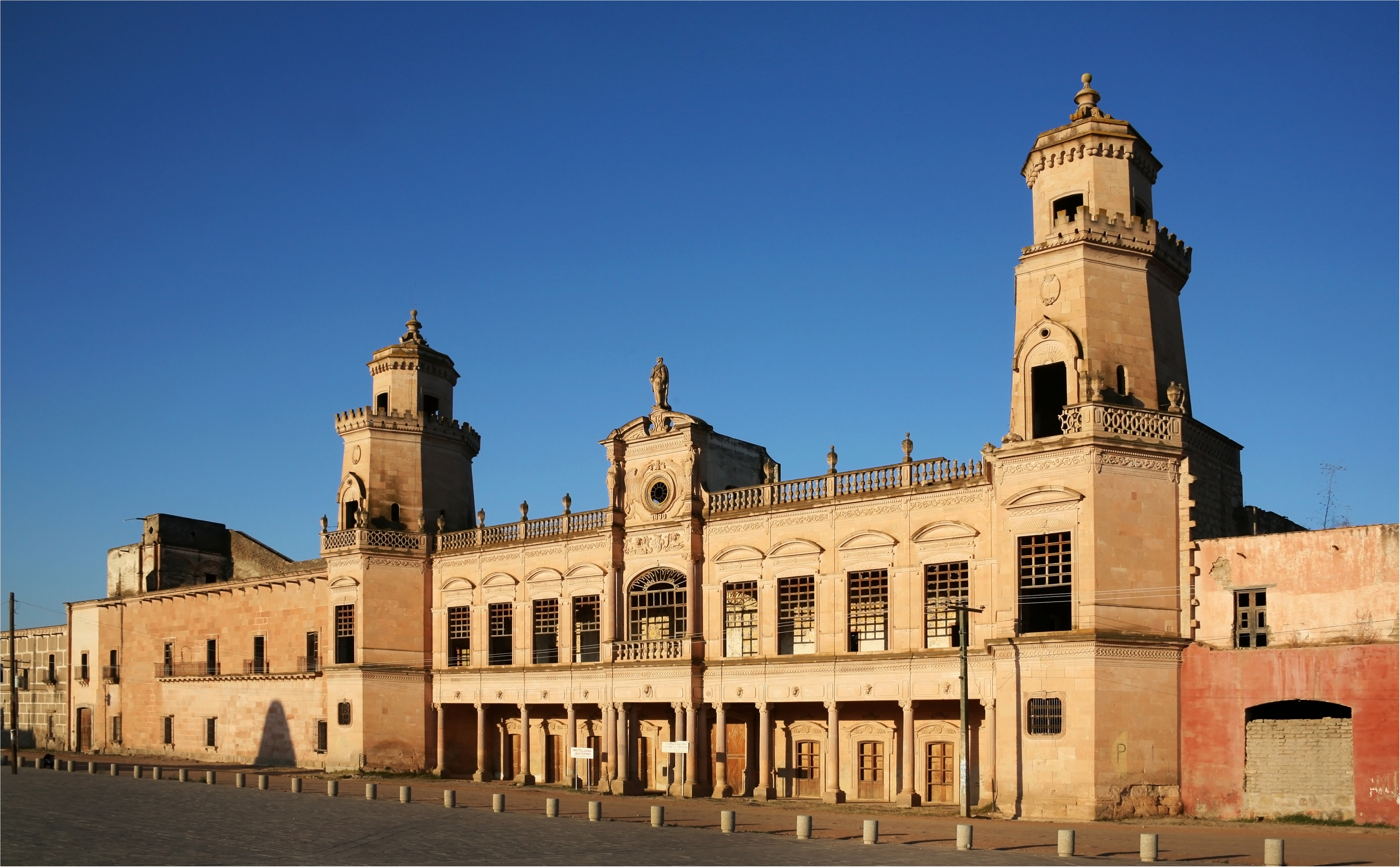
Hacienda de Jaral de Berrios

Luigi Letterio Moncada de Aragón Platamonte y María Rosalía Branciforte Genovese, Conde San Antonio fueron padres de Pietro Moncada de Aragón y Branciforte, nacido en Sicilia en el año de 1739. Pietro fue bisnieto de Giacomo Moncada y Melchora Montalto, príncipes de Calvaruso. Sus abuelos fueron y Caterina Cirino y Luigi Moncada Montalto, príncipe de Larderia.
Pietro Moncada, se fue a la Nueva España, lugar donde contrajo matrimonio con Mariana de Berrio y de la Campa-Cos, hija de Miguel de Berrio y Zaldivar, Marqués del Jaral de Berrio y su esposa, Ana María de la Campa y Cos, condesa de San Mateo de Valparaíso. Después de casarse, Pietro Moncada recibió el título de Marqués I de Villafont, Caballero de la Orden de Jerusalén y coronel del regimiento de los Dragones de Puebla.
Los padres de Mariana le encargaron la construcción de un palacio en México al arquitecto Francisco Guerrero y Torres con el fin de disminuir un poco la cantidad de dinero que Pietro despilfarraba. Se dice que sus suegros eran tan ricos que se podía ir de Zacatecas a la Ciudad de México sin poner un pie fuera de su propiedad. La Casa de Moncada -como se le conocía al edificio- fue habitada por varios virreyes de la Nueva España incluyendo a Juan O’Donojú. Tras el fin de la guerra de independencia, Agustín de Iturbide arrebató el palacio a los condes de Valparaíso para asentar en él su efímera corte imperial. Ahí se le proclamó emperador de México en 1822.

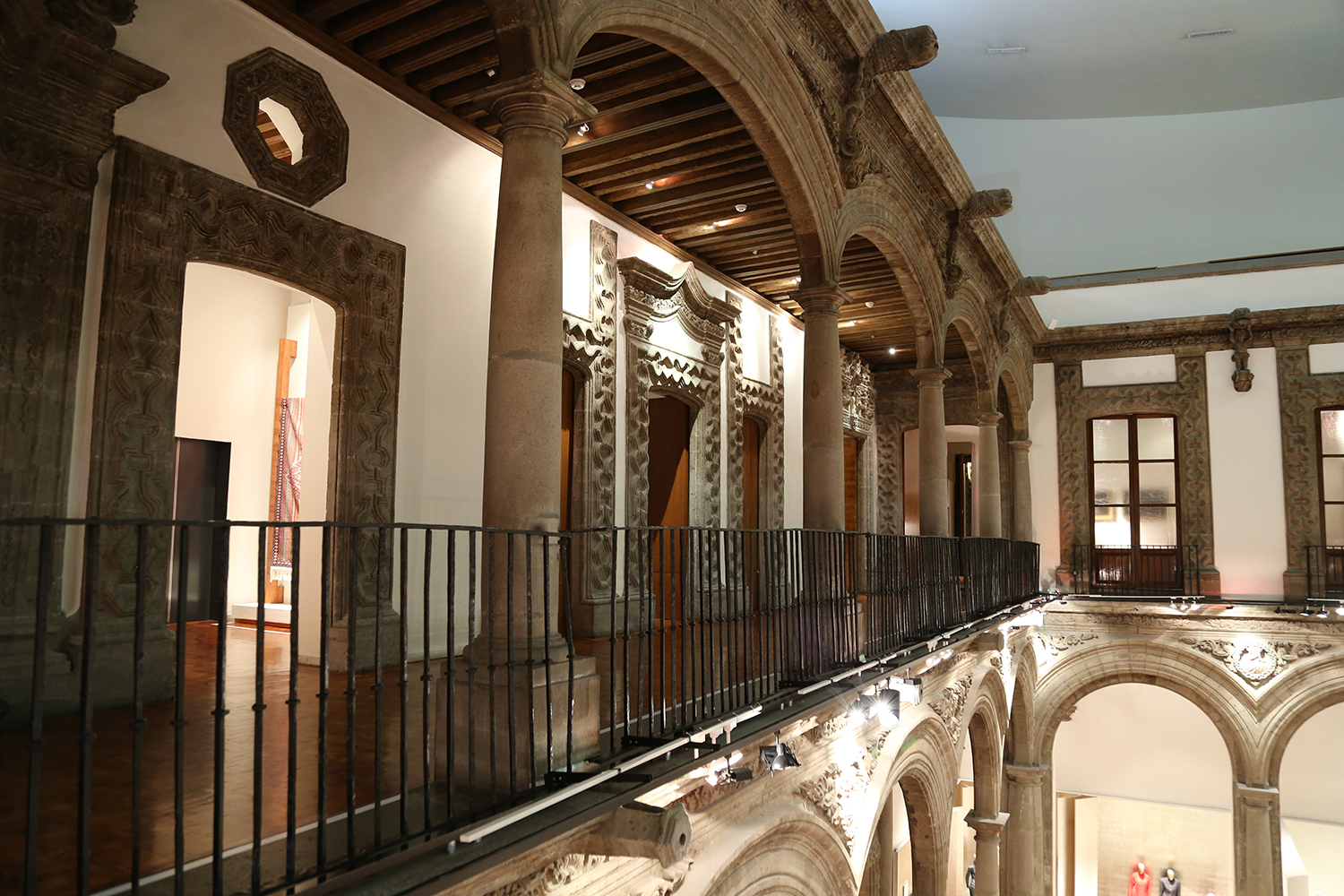
Casa de Moncada, hoy Centro Cultural Banamex

En 1781, Pietro y Mariana tuvieron a su único hijo varón, a quien pusieron por nombre Juan Nepomuceno Moncada y Berrio, Marqués II de Jaral de Berrio, Marqués III de Valparaíso, Marqués II de Villafont. Su abuelo le heredó alrededor de 100 haciendas, entre las cuales se encontraba la de Jaral de Berrio, en Guanajuato. Manuel Tolsá se inspiró en un caballo proveniente de esa hacienda para esculpir “El Caballito”. Juan también llegó a ser el hombre más rico de México.
Así mismo, Juan Moncada luchó contra los insurgentes durante la guerra de independencia de México. El virrey Francisco Xavier Venegas lo nombró coronel y formó un pequeño ejército al que nombró los “Dragones de Moncada”. Durante esa guerra, Francisco Xavier Mina tomó por asalto la hacienda de Jaral de Berrio y robó el tesoro de la familia que consistía en 140,000 talegas de oro y plata.
Juan Moncada falleció en 1850, se casó con Antonia María Sesma y Sesma, y después con Teodora Hurtado Tapia. De su segunda esposa nació el último marqués de Jaral de Berrio en México: Juan Isidoro de Moncada y Hurtado, quien murió en 1894. Con la Independencia de México se extinguió el Marquesado de Jaral de Berrio y de San Mateo de Valparaíso, hasta su rehabilitación por Alfonso XIII en España en 1929.
Pietro y Mariana tuvieron una hija llamada María Guadalupe quien después de su matrimonio con  Francisco Fernández de Córdoba Zayas rehabilitó el marquesado de san Jorge como Marquesa de San Román